# Auguste Albert
Auguste Albert (životní data neznámá) byl francouzský jachtař přelomu 19. a 20. století a účastník Letních olympijských her 1900 v Paříži, na nichž získal stříbrnou a bronzovou medaili.

## Auguste Albert a jachta Marthe na olympijských hrách 1900
Jachtink měl olympijskou premiéru v roce 1900 na řece Seině ve městě Meulan (těžší lodě pak v Le Havre), závody této třídy měly délku 19 km a problémem byl slabý vítr, navíc vanul kolmo na řeku, takže ho blokovaly stromy a domy na nábřeží. Albert byl v obou závodech ve třídě 1 - 2 tuny členem posádky jachty Marthe s kormidelníkem Françoisem Vilamitjanou, dalšími členy posádky byli Albert Duval a Charles Hugo. První závod se uskutečnil 22. května 1900, startovalo osm jachet, mezi nimiž mírně dominovala rodinná švýcarská jachta Lérina Hermanna de Pourtalès, jeho manželky Hélène a synovce Bernarda. Marthe skončila na stříbrném místě v čase 2:17:29 hodiny o dvě minuty za Lérinou a s podstaným náskokem před další francouzskou jachtou Nina-Claire.
Do druhého závodu 25. května nastoupila navíc německá jachta Aschenbrödel s kormidelníkem Paulem Wiesnerem, která porazila i švýcarskou posádku hlavně díky výrazně nižší váze takřka o 26 minut, rozdíl mezi Lérinou a Marthou byl opět kolem dvou minut (čas jachty Marthe 3:38:49 hodiny).
Posádka lodi Marthe se účastnila i závodu Open (bez rozdílu tříd) pro všechny jachty, které závodily v Meulanu. Regata se uskutečnila v první den jachtařských soutěží 20. května, podmínky byl krajně nepříznivé a ze 47 lodí v časovém limitu (do 19. hodiny podvečerní) se jich do cíle dostalo sedm a loď Marthe mezi nimi nebyla.

## Poznámka
Oficiální součástí olympijských her třídy 1-2 tuny byl nejprve pouze první závod, zatímco závod 25.5. byl pouze součástí Světové výstavy 1900, olympijský status tato regata dostala až dodatečně.